# René Girard
René Noël Théophile Girard (ur. 25 grudnia 1923 w Awinionie, zm. 4 listopada 2015 w Stanford) – był francuskim polimatem, historykiem, krytykiem literackim i filozofem nauk społecznych, którego prace należą do tradycji filozofii antropologicznej. Girard był autorem blisko trzydziestu książek, a jego pisma obejmowały wiele dziedzin akademickich. Chociaż odbiór jego prac jest różny w każdej z tych dziedzin, to coraz więcej jest literatury wtórnej na temat jego prac i jego wpływu na takie dyscypliny jak krytyka literacka, teoria krytyczna, antropologia, teologia, psychologia, mitologia, socjologia, ekonomia, kulturoznawstwo i filozofia.
Główny wkład Girarda na rzecz filozofii, jak też na rzecz innych dyscyplin, dotyczył epistemologicznych i etycznych systemów pożądania. Girard uważał, że rozwój człowieka następuje początkowo poprzez proces obserwacyjnego naśladownictwa, w którym niemowlę rozwija pragnienia za pomocą naśladownictwa zachowań dorosłych, łącząc zdobywanie tożsamości, wiedzy i bogactwa materialnego z rozwojem pożądania posiadania czegoś, co posiadają inni.
Dla Girarda religia i mitologia były z tego względu niezbędnymi krokami w ludzkiej ewolucji, aby kontrolować przemoc, która wynika z mimetycznej rywalizacji i nierównej dystrybucji pożądanych rzeczy. Religia ukierunkowała impuls kozła ofiarnego na wyobrażone koncepcje, takie jak Szatan czy demony, których brak, zdaniem Girarda, spowodowałby wzrost konfliktów międzyludzkich. Jego idee były ostro sprzeczne z postmodernizmem, który był modny przez większość jego życia, a jego poglądy na naturę ludzką były pesymistyczne w przeciwieństwie do głównych nurtów jego czasów. Girard postrzegał religię jako istotny instrument spójności, wierząc, że głównym celem świętych tekstów było zakończenie praktyki składania ofiar z ludzi poprzez rytualne zastępowanie zachowań wywołanych przez mechanizm kozła ofiarnego, przyjmując i rozwijając wiele z idei Nietzschego.

## Życiorys
Girard urodził się w Awinionie (Avignon) 25 grudnia 1923 r. Studiował historię średniowiecza w École des Chartes w Paryżu, gdzie tematem jego pracy magisterskiej było "Życie prywatne w Awinionie w drugiej połowie XV wieku" ("La vie privée à Avignon dans la seconde moitié du XVe siècle").
Pochodził z inteligenckiej rodziny. Jego ojciec był kustoszem Musée Calvet w Awinionie i autorem pracy „Évocation du vieil Avignon”; był antyklerykałem sympatyzującym z lewicą w czasach V Republiki i lokalnym historykiem. Matka była wychowana w katolickim domu. Zajmowała się muzyką i literaturą.
Girard za namową ojca ukończył paryskie École des Chartes, otrzymując w czasie okupacji niemieckiej dyplom archiwisty-paleografa. Nie był jednak zainteresowany pracą w archiwach i aby uniknąć wykonywania tego zawodu przyjął propozycję asystenta prowadzącego zajęcia z języka francuskiego w Stanach Zjednoczonych. Swoją karierę naukową rozpoczął na uniwersytecie w Indianie. Obronił doktorat w 1950 roku, ale faktyczny rozwój jego poglądów zaczął się dopiero kilka lat po tym wydarzeniu. Został na Indiana University do 1953 roku. Tematem jego pracy doktorskiej na Indiana University była "Amerykańska opinia o Francji, 1940-1943" Chociaż jego badania dotyczyły historii, powierzono mu również nauczanie literatury francuskiej, dziedziny, w której po raz pierwszy zyskał sławę jako krytyk literacki, publikując wpływowe eseje na temat takich autorów jak Albert Camus i Marcel Proust. W 1957 roku zaczął pracować na Uniwersytecie Johnsa Hopkinsa. W 1961 roku w wydawnictwie Bernard Grazsset wydał pierwszą książkę „Mensonge romantique et vérité romanesque” i został mianowany profesorem.
W 1966 roku zorganizował konferencję „Języki krytyki a nauki humanistyczne”, w której udział wzięli min.: Lucien Goldmann, Roland Barthes, Jacques Lacan i Jacques Derrida. Konferencję uważa się za początek poststrukturalizmu w Ameryce.[niewiarygodne źródło?]
W 1968 r. Girard przeniósł się na Uniwersytet Stanowy w Buffalo, a w 1972 r. opublikował „Sacrum i przemoc”. W 1978 r. wydał „Rzeczy ukryte od założenia świata”.
W 1980 roku przeniósł się do Stanfordu, gdzie założył ośrodek badań interdyscyplinarnych – „Interdisciplinary Center”.
W 1990 roku grupa uczonych założyła Colloquium on Violence and Religion (COV&R), którego celem jest "badanie, krytyka i rozwijanie mimetycznego modelu relacji między przemocą i religią w genezie i utrzymaniu kultury". Co roku to stowarzyszenie organizuje konferencję poświęconą tematom związanym z teorią mimetyczną, kozłem ofiarnym, przemocą i religią. Girard był honorowym przewodniczącym COV&R.
17 marca 2005 roku został wybrany członkiem Akademii Francuskiej.
Prace René Girarda stały się inspiracją dla interdyscyplinarnych projektów badawczych i badań eksperymentalnych, takich jak projekt Mimetic Theory sponsorowany przez Fundację Johna Templetona.
Większość dzieł René Girarda powstała w języku francuskim, co wpłynęło na znaczne opóźnienie związane z recepcją jego poglądów. Dopiero po przetłumaczeniu książek na język angielski propagowane przez niego idee stały się ogólnodostępne.

## Etapy teorii mimetycznej

### Mimetyzm i bazująca na nim rywalizacja
Punktem wyjścia do rozpoczęcia badań ludzkiego pragnienia były zajęcia z literatury francuskiej powierzone młodemu Girardowi. Poprzez analizę powieści doszedł on do wniosku, że mimo wciąż zmieniających się bohaterów, schemat związany z pragnieniem wciąż pozostaje taki sam. Można go oddać za pomocą trójkąta, którego wierzchołki stanowią: 1) podmiot pragnienia; 2) przedmiot pragnienia; 3) pośrednik.
Przekonanie o ludzkim mimetyzmie pojawia się już w starożytności m.in. u Platona i Arystotelesa, jednak według René Girarda nie było ono przez nich dość kompletnie opisane i nie oddawało w pełni problematyki tego zagadnienia. Z antropologicznego punktu koncepcja ta głosi, że człowiek jest istotą, w której życiu uwidacznia się zdolność do naśladownictwa. Wpływa to na różne strefy jego życia, w tym również na jego pragnienia, które są podyktowane poprzez wybory innych.
Wszelki konflikt, rywalizacja i współzawodnictwo mają zatem swoje źródło w pożądaniu mimetycznym (rywalizacji mimetycznej), które ostatecznie osiąga destrukcyjne stadia konfliktu zarówno między jednostkami, jak i grupami społecznymi wymagającymi od nich obwiniania kogoś lub czegoś w celu rozładowania konfliktu za pomocą mechanizmu kozła ofiarnego. Niezdolni do brania odpowiedzialności lub angażowania się w autorefleksję, aby rozpoznać swoją część w konflikcie, ludzie indywidualnie i międzyplemiennie jednoczą się, aby rozładować konflikt, poprzez zamordowanie króla lub tego, kto wydaje się mieć najmniejsze poparcie w sporze, a następnie dostrzegają, gdy ta osoba umarła. Mniejsza ilość stresu prowadzi do tego, że w końcu myślą o obalonym martwym królu jako o bogu, czyli deifikacja lub uświęcenie. Albo też winę przypisuje się niewinnej osobie trzeciej, której zabójstwo pozwala na stworzenie wspólnego, jednoczącego mitologicznego podkładu niezbędnego do powstania ludzkiej kultury.
Podstawowymi pojęciami mechanizmu mimetycznego są podmiot i pragnienie. Terminy te przyjmują dwa różniące się od siebie znaczenia. Zarówno jedno, jak i drugie pojęcie ma w sobie coś wyjątkowego, indywidualnego. Pragnienie często mylone jest z popędem bądź biologicznym instynktem, jednak są to błędne założenia. Girard uważał, że pragnienie poniekąd może wywodzić się ze ściśle biologicznego popędu, jednak podkreślał, że powstaje ono z naśladowania czyjegoś pragnienia, które przyjmujemy za własny wzorzec. Z samego procesu naśladownictwa wyłania się rywalizacja. Proces ten jest też ściśle związany z ciągle wzmagającą się przemocą. Aby możliwe było powstanie kultury i jej trwałość, najważniejsze okazuje się odkrycie mechanizmu kontrolowania przemocy, które wynika z mimesis przyswojenia. W swojej koncepcji Girard przeciwstawia się przekonaniu o jego całkowitej autonomiczności i niezależności. Jesteśmy jednocześnie podmiotami i przedmiotami pragnienia mimetycznego, które według francuskiego myśliciela istnieje w każdym z nas, dlatego też nasza autonomia staje się ograniczona, a wybory nie są do końca wolne.
Girard twierdzi, że uczucia związane z nienawiścią, zawiścią czy zazdrością, które towarzyszą rywalizacji łączą się z doświadczeniem „niekompletności” ludzkiego istnienia. Porównywanie się podmiotu do innych ludzi tworzy iluzję, która ma dramatyczne skutki dla jego dalszych losów. Dotyczą one przede wszystkim tego, co podmiotowi jawi się jako szeroko rozumiana „jakość życia” (wyższy status społeczny, dobrobyt, przychylność losu). Wówczas dostrzegalne jest to, że inni ludzie posiadają wiele dóbr, które są dla niego czymś nieosiągalnym. Wszystko to sprawia, że w podmiocie rodzi się frustracja i uczucie wewnętrznej „pustki", widząc że osoby znajdujące się wokół niego są w stanie „cieszyć się pełnią istnienia”. To wszystko w konsekwencji nasila poczucie „wstrętu do własnej substancji”. Celem staje się pokonanie rywala w aspekcie ekonomicznym czy politycznym, co w tym kontekście staje się symboliczne.
Mimetyczna rywalizacja oraz wzmożona przemoc mają niekorzystne skutki, szczególnie kiedy pod uwagę weźmiemy, że rozprzestrzeniają się jak epidemia. Często pochłaniają nie tylko jednostki, ale całe grupy danej społeczności. Gdy rywalizacja zaczyna mieć charakter zaraźliwy, przemoc totalna ma tak duży zasięg, że zaczyna zagrażać istnieniu całego społeczeństwa, pochłaniając tym samym nie tylko jednostki, ale również całe grupy. Kultura według Girarda jest uporządkowanym systemem różnic, która swoje przełożenie ma w postaci hierarchicznego ustrukturalizowania społeczeństwa w postaci tabu i norm, przypisaniu jednostkom określonych ról społecznych i relacji między nimi panujących. Każdy powrót do pierwotnego stanu natury wiąże się z zagrożeniem wojną wszystkich przeciw wszystkim.
W Początkach kultury Girard opisywał nie tylko negatywne skutki pragnienia. Uważał, że pragnienie mimetyczne jest tym, co czyni nas ludźmi, pozawala wyjść poza ustalone z góry, zwierzęce i instynktowne potrzeby. Dzięki temu jesteśmy w stanie budować własną tożsamość, która nie mogłaby być czystym stworzeniem z niczego. Właśnie ten mimetyczny charakter pragnienia pozwala nam przystosować się, umożliwia człowiekowi uczenie się wszystkiego tego, co musi umieć robić, aby stać się uczestnikiem własnej kultury. Mimetyczne pragnienie jest wykluczającą się wzajemnie strukturą, która jednocześnie wikła nas w konflikt i rywalizację i daje okazję do ich złagodzenia. Drugi człowiek jest dla nas jednocześnie wzorem i rywalem. Aby możliwe było przetrwanie należy, według francuskiego myśliciela, skupić grupową wściekłość i nienawiść na jednej ofierze, wybranej jednomyślnie przez społeczeństwo. Tylko to jest w stanie uratować daną wspólnotę przed wewnętrznym procesem wzajemnego wyniszczania się. Dzięki skupieniu się całej przemocy na jednym człowieku możliwe staje się pojednanie pozostałych członków danej grupy.

### Mechanizm kozła ofiarnego jako fundament kulturowy
Girarda uważał, że przemoc może przybierać dwie formy: przemocy wszystkich przeciw wszystkim oraz przemocy wszystkich przeciw jednemu. Francuski badacz zauważa, że o ile pierwszy z wymienionych przez niego rodzaj przemocy jest związany z dezintegracją społeczną i prowadzi do destrukcji grupy, o tyle drugi sprzyja integracji.
Pojęcia te odzwierciedlają mimesis tłumu, co związane jest z rozprzestrzenianiem się pragnień mimetycznych na szerszą grupę osób. Poprzez rozrastającą się strukturę następuje przeniesienie na płaszczyznę społeczną, w konsekwencji wspólnotę ogarnia chęć rywalizacji wszystkich ze wszystkimi. Kiedy napięcie społeczne osiąga punkt kulminacyjny, grupa społeczna będąca zupełnie zdezintegrowana staje się jednomyślna. Poryw mimetyczny sprawia, że cała niezależna przemoc zostaje skumulowana i wymierzona przeciwko jednej ofierze wybranej przez sam mimetyzm. Jest odpowiednikiem wszystkich innych ofiar, które mógłby wybrać tłum, gdyby sprawy potoczyły się inaczej.
Jedność społeczna staje się możliwa dzięki przekształceniu się przemocy wszystkich przeciwko wszystkim, która byłaby katastrofalna w skutkach, w przemoc przeciwko jednostce. Integracja społeczna odbywająca się w ten sposób jest powtarzającym się schematem obecnym w różnych kulturach.
Badania dzieł etnologów doprowadziły René Girarda do przekonania, że zagrożenie związane z rosnącą przemocą można kontrolować poprzez przemoc dozwoloną w ramach rytuału ofiarniczego. Francuski myśliciel nazywa ów proces mechanizmem kozła ofiarnego, jednocześnie nawiązując do archaicznego rytuału religijnego, w którym to grzechy wspólne zostają w pewien sposób nałożone na ofiarę złożoną bogom. Każda osoba będąca przedmiotem aktów przemocy w swoim kierunku jest kozłem ofiarnym. Jej śmierć bądź wygnanie staje się niezbędna do naprawy porządku społecznego i regeneracji pozytywnych stosunków między członkami danej wspólnoty. Paradoks całej sytuacji polega na tym, że podczas kryzysu nie można obejść się bez przemocy, jeżeli chcemy jej zaprzestać. Girard uważa, że skoro można naśladować pragnienia innych, to w taki sam sposób działa to w kontekście zachowań naznaczonych agresją. W swoich rozważaniach stawia hipotezę, która zwraca uwagę na to, że u podstaw życia instytucjonalnego stoi kolektywny mord. Określa go jako mord założycielski lub mechanizm założycielski. Według francuskiego myśliciela zjawisko to jest transkulturowe, ujawniające się w podobnej formie w różnych miejscach i czasie, wszędzie tam, gdzie nastąpił proces hominizacji, czyli przejście ze stanu natury do kultury.
Agresja, która odbywa się na ofierze wytypowanej przez tłum może być zupełnie przypadkowa, ale Girard nie rezygnuje z próby określenia kryteriów selekcji. Jako pierwsze z nich wymienia fizyczne, następnie wskazuje na aspekt kulturowo-religijny i społeczno-ekonomiczny. Ofiara nie może zostać uznana niewinną, dlatego mechanizm kozła ofiarnego zawsze wymagać będzie pewnego stopnia niewiedzy. Jeżeli ma on zadziałać, to nieszkodliwość skazanego nie powinna zostać ujawniona. Dzięki temu każdy trwa w złudnym przekonaniu, że oskarżony jest naprawdę winny i już z samego tego powodu zasługuje na karę. Przemoc wobec przypadkowej ofiary pociągająca za sobą agresję innych zyskuje nowe znaczenie. Dokonuje się swego rodzaju przewartościowanie oceny ofiary kolektywnej przemocy, które francuski myśliciel określa mianem sakralizacji. Funkcją sacrum jest zapewnienie ochrony powszechnego pokoju oraz stabilności społecznej. Rytuał przemocy jest cyklicznym odtwarzaniem oryginalnego morderstwa kozła ofiarnego. Jest czymś, co należy określić jako przemoc kontrolowana, która zapobiega rozprzestrzenianiu się przemocy totalnej.

### Odsłonięcie prawdy o mechanizmie kozła ofiarnego w Biblii
Biblia stanowi główny problem związany z interpretacją myśli Girarda. Dekonstruuje i destabilizuje społeczeństwa, które zostały stworzone na zbiorowej przemocy. W odróżnieniu od mitów i rytuałów religii archaicznych, przejmuje perspektywę pokrzywdzonych, a nie katów. Zarówno judaizm, jak i chrześcijaństwo odchodzą od przemocy i gwałtu na rzecz ewangelicznego miłosierdzia. Girard zauważa również, że Biblia hebrajska odrzuca ofiarę rytualną. Pismo Święte stanowi zbiór tekstów prezentujących odmienną perspektywę od tej, która zawarta jest w mitach. Tam ofiara jest niewinna, w odróżnieniu od tych, którzy dokonują na niej przemocy. Zwłaszcza prorocy i psalmiści w Biblii nawołują do nieulegania porywom przemocy ofiarniczej.
Demaskacja mechanizmu kozła ofiarnego i bazującego na nim rytuału widoczne jest nie tylko w Biblii, ale też w starożytnej tragedii greckiej. Jednak zarówno intelektualnie, jak i duchowo całe to przedsięwzięcie kończy się niepowodzeniem. Starożytni dramaturdzy tacy jak Sofokles i Eurypides dochodzą do pewnych punktów, aby w konsekwencji wrócić na „dawną drogę”. René Girard podkreśla, że w Starym Testamencie szczególnie wartościowe w kontekście mechanizmu kozła ofiarnego są: opowiadanie o Kainie i Ablu, opowiadanie o Józefie i jego braciach, teksty prorockie oraz psalmy, Księga Hioba, opowieść o sądzie Salomona. W Nowym Testamencie należy zwrócić uwagę na fragmenty dotyczące: Jezusa i faryzeuszy, Pasji, męczeństwa św. Szczepana, Listu do Hebrajczyków.
Jednak najlepszym przykładem ukazującym cały cykl mimetyczny jest historia sądu nad Jezusem. Tłum skazuje Chrystusa na Mękę. Piłat w obawie przed rozwścieczoną grupą z powodów mimetycznych decyduje się na wydanie wyroku śmierć mimo tego, że nie zgadza się z oskarżeniami. Apostołowie również ulegają zbiorowej presji, aby porzucić Jezusa. Stają się tym samym częścią wrogo nastawionej społeczności. Jako przykład zaślepienia mimetycznego należy przywołać przede wszystkim postać Piotra, który mimo szczerej i głębokiej miłości do Jezusa zapiera się go, tym samym naśladując postawę środowiska, nie mogąc oprzeć się zbiorowej presji.
W stosunku do Jezusa nie używa się określenia kozioł ofiarny, tylko Baranek Boży. Girard akcentuje, że miano to jest korzystne, ponieważ uwypukla niewinność i brak negatywnych skojarzeń, które niewątpliwie łączą się z pojęciem kozła ofiarnego.
Na podstawie postaci Chrystusa jesteśmy w stanie odróżnić od siebie dwa typy transcendencji. Mogą się one wydawać podobne, jednak drastycznie się od siebie różnią. Jedna z nich jest bowiem związana z nieświadomym wypełnieniem się mechanizmu ofiarniczego w mitologii, opozycyjna zaś burzy iluzję pierwszej i ujawnia zatrucie wspólnoty przez mimetyzm przemocy.

## Pożądanie mimetyczne
Po niemal dekadzie nauczania literatury francuskiej w Stanach Zjednoczonych, Girard rozpoczął rozwijanie nowego sposobu opisywania tekstów literackich. Poza "unikalnością" pracy indywidualnej, poszukiwał w nich wspólnych właściwości w ich strukturze, zaobserwowawszy, że postacie w wielkiej fikcji wyewoluowały w system relacji wspólny dla szerszego zbioru powieści. Istniało jednak rozróżnienie:

Tylko najlepszym pisarzom udało się wiernie odtworzyć te mechanizmy, bez fałszowania ich. Mamy tu do czynienia z systemem zależności, który paradoksalnie, albo nawet wcale nie paradoksalnie jest tym mniej zmienny, im lepszym pisarzem był autor.

Istniały więc "prawa psychologiczne", jak zwykł nazywać je Proust. Prawa te i ten system były konsekwencjami fundamentalnej rzeczywistości uchwyconej przez powieściopisarzy, którą Girard nazywał pragnieniem mimetycznym, "mimetycznym charakterem pragnienia". To treść jego pierwszej książki – "Deceit, Desire and the Novel (1961)". Pożyczamy nasze pragnienia od innych. Daleko od bycia autonomicznym, nasze pragnienie danego przedmiotu jest zawsze sprowokowane pożądaniem innej osoby – modelu dla tego obiektu. Oznacza to, że relacja pomiędzy podmiotem a obiektem nie jest bezpośrednia: zawsze istnieje korelacja między podmiotem, modelem i obiektem. Pomimo że obiekt jest przyciągany do modelu, który Girard nazywał pośrednikiem, to okazuje się być on tym poszukiwanym. Girard nazywa pragnienie "metafizycznym", w rozumieniu, że tak szybko jak pragnienie jest czymś więcej niż prostą potrzebą lub apetytem, "wszelkie pragnienie jest pragnieniem bycia", jest ono aspiracją, marzeniem o pełni przypisywanej pośrednikowi. Girard uważał, że im większą rolę odgrywa w pragnieniu aspekt "metafizyczny", tym mniejsza staje się rola aspektu fizycznego. Oznacza to, że im bliżej znajduje się pośrednik, tym bardziej przedmiot traci konkretną wartość.
Medytacja jest zewnętrzna kiedy pośrednik pragnienia jest społecznie poza zasięgiem podmiotu. Na przykład, postać fikcyjna, jak Amadis de Gaul i Don Kichot. Bohater żyje w szaleństwie, które mimo wszystko pozostaje optymistyczne. Medytacja jest wewnętrzna kiedy pośrednik znajduje się na tym samym poziomie co podmiot. Pośrednik zmienia się wtedy w rywalem i przeszkodą w zdobyciu obiektu, którego wartość wzrasta wraz z narastaniem rywalizacji. Takie okazują się uniwersa w powieściach Stendhala, Flauberta, Prousta i Dostojewskiego, które są szczególnie analizowane w książce Girarda.
Poprzez ich postacie jest przedstawiane nasze własne zachowanie. Każdy mocno trzyma się iluzji autentyczności jego własnych pragnień. Powieściopisarze celowo ukazują różnorodność kłamstw, dysymulacje, manewry i snobizm bohaterów proustowskich. Wszystko to są tylko "sztuczki pożądania", które nie pozwalają zmierzyć się z prawdą: zawiść i zazdrość. Te postacie, pożądając obecności pośrednika, przypisują mu nadludzkie wartości, w tym samym czasie deprecjonując siebie, tworząc z pośrednika boga, a z siebie niewolnika, w takim sensie, że pośrednik staje się dla nich przeszkodą. Niektórzy, kierując się tą logiką, szukają niepowodzeń, które są oznaką bliskości ideału, do którego aspirują. Może się to objawiać jako spotęgowane doświadczenie uniwersalnego pseudo-masochizmu obecnego w poszukiwaniu nieosiągalnego, co może oczywiście przerodzić się w sadyzm, jeśli aktor odegra tę część w odwrotnej kolejności.
Ten fundamentalny nacisk na pragnienie mimetyczne był przez Girarda wywierany przez resztę jego kariery. Skupienie na imitacjach u ludzi nie było popularnym tematem gdy Girard rozwijał swoje teorie, ale dzisiaj istnieje niezależne wsparcie dla jego twierdzeń, wynikające z badań empirycznych w psychologii i neuronauce. Farneti również omawia rolę pragnienia mimetycznego w nierozwiązywalnych konfliktach, wykorzystując przypadek konfliktu izraelsko-palestyńskiego i odwołując się do teorii Girarda. Twierdzi on, że nasilający się konflikt jest wynikiem imitacyjnych zachowań, zarówno Izraelczyków i Palestyńczyków, nazywając ich "bliźniakami syjamskimi".
Idea, że pragnienie posiadania nieskończonego bogactwa materialnego jest szkodliwe dla społeczeństwa, nie była nowa. Począwszy od wersetów z Nowego Testamentu mówiących o miłości do pieniędzy będącej źródłem wszelkiego zła, przez heglowską i marksistowską krytykę, która postrzegała dobra materialne i kapitał jako mechanizm alienacji człowieka, zarówno od jego własnego człowieczeństwa, jak i od wspólnoty, aż po słynne przemówienie Bertranda Russela, kiedy przyjmował Literacką Nagrodę Nobla w 1950 roku. Stwierdził, że pożądanie było rozumiane jako niszczycielska siła w całej literaturze – a kradzież Heleny przez Parysa była tematem często omawianym przez Girarda. Girard dołożył do tej koncepcji ideę, że tym czego się fundamentalnie pragnie nie jest przedmiot sam w sobie, ale ontologiczny stan podmiotu, który go posiada, a celem rywalizacji jest naśladownictwo. Parys nie chciał Heleny, lecz bycia wielkim królem jak Agamemnon. Osoba, która pragnie czegoś, stara się być jak przedmiot, który naśladuje, przez pośrednika przedmiotu, który jest w posiadaniu osoby, którą imituje. Girard pisze:

To nie różnica dominuje nad światem, lecz zatarcie różnicy przez mimetyczną wzajemność, która sama w sobie, będąc prawdziwie uniwersalna, pokazuje, że relatywizm wiecznej różnicy jest iluzją.

Taki był i pozostaje pesymistyczny pogląd na życie ludzkie, ponieważ zakłada paradoks w samym akcie dążenia do zjednoczenia i pokoju, ponieważ to zacieranie różnic między ludźmi poprzez naśladownictwo jest tym, co powoduje konflikt, a nie samo zróżnicowanie.

## Wpływ na inne dziedziny nauki

### Psychologia i neuronauki
Jean-Michel Oughourlian w swojej książce „A mime named desire (Un mime nommé désir – Grasset 1982)” wykorzystał teorie Girarda w psychopatologii. Histeria i obsesja są tam wyjaśnione poprzez rywalizację mimetyczną i pierwszeństwo pragnienia.
Prace Girarda cieszą się też coraz większym zainteresowaniem badaczy empirycznych zajmujących się ludzkim naśladownictwem (m.in. Andrew Meltzoff i Vittorio Gallese). Najnowsze badania empiryczne nad mechanizmem pożądania zasugerowały pewne intrygujące korelacje z teorią Girarda na ten temat. Na przykład psycholog kliniczny Scott R. Garrels napisał:

To, co czyni spostrzeżenia Girarda tak niezwykłymi, to fakt, że nie tylko odkrył on i rozwinął pierwotną rolę psychologicznej mimesis (...) w czasach, gdy naśladownictwo było całkiem niemodne, ale dokonał tego poprzez badania w literaturze, antropologii kulturowej, historii, ostatecznie powracając do tekstów religijnych w poszukiwaniu dalszych dowodów na istnienie zjawisk mimetycznych. Paralele między spostrzeżeniami Girarda a najświeższymi wnioskami badaczy empirycznych dotyczącymi naśladownictwa (zarówno w rozwoju, jak i ewolucji gatunków) są niezwykłe (...).

### Ekonomia i globalizacja
Teoria mimetyczna znalazła również zastosowanie w nauce ekonomii, przede wszystkim w „La violence de la monnaie (1982)” Michela Aglietty i André Orléana. Orléan był również współautorem tomu René Girarda w Les cahiers de l'Herne ("Pour une approche girardienne de l'homo oeconomicus"). Według filozofa techniki Andrew Feenberga:

W La violence de la monnaie, Aglietta i Orléan podążają za Girardem, sugerując, że podstawowa relacja wymiany może być interpretowana jako konflikt "sobowtórów", z których każdy pośredniczy w pragnieniu innego. Podobnie jak Lucien Goldmann, dostrzegają oni związek między teorią mimetycznego pragnienia Girarda a marksowską teorią fetyszyzmu towarowego. W ich teorii rynek zajmuje w nowoczesnym życiu miejsce sacrum jako główny instytucjonalny mechanizm stabilizujący wybuchowe konflikty pożądających podmiotów.

### Literatura
Wpływ Girarda wykracza poza filozofię i nauki społeczne, obejmując także sferę literacką. Wybitnym przykładem pisarza literatury pięknej pozostającego pod wpływem Girarda jest J. M. Coetzee, laureat literackiej Nagrody Nobla z 2003 roku. Krytycy zauważyli, że pożądanie mimetyczne i kozły ofiarne są tematami powracającymi w powieściach Coetzee'go Elizabeth Costello i Hańba. W tej ostatniej bohater książki wygłasza mowę na temat historii kozła ofiarnego, w której można dostrzec podobieństwa do poglądów Girarda na ten temat. Coetzee często powoływał się na Girarda w swoich esejach non-fiction, dotyczących różnych tematów.

### Teologia
Wśród teologów, którzy opisują siebie jako czerpiących inspirację od Girarda, znajdują się James Alison (który skupia się na implikacjach pragnienia mimetycznego dla doktryny grzechu pierworodnego), Raymund Schwager (który buduje dramatyczną narrację zarówno wokół mechanizmu kozła ofiarnego, jak i teo-dramatu szwajcarskiego teologa Hansa Ursa von Balthasara) oraz biskup Robert Barron (który zauważył, że Girard zostanie w przyszłości doceniony jako Ojciec Kościoła XXI wieku).

## Krytyka
Niektórzy krytycy zwracają uwagę, że choć Girard mógł być pierwszym, który zasugerował, że wszystkie pragnienia są mimetyczne, to w żadnym przypadku nie jest pierwszym, który zauważył, że tylko niektóre pragnienia są mimetyczne – książka Gabriela Tarde Les lois de l'imitation (Prawa Imitacji) ukazała się już w 1890 roku. Opierając się na Tarde, psychologii tłumu, Nietzschem lub bardziej ogólnie na modernistycznej tradycji "mimetycznej nieświadomości", Nidesh Lawtoo twierdził, że dla modernistów nie tylko pragnienie, ale wszystkie afekty okazują się zaraźliwe i mimetyczne. René Pommier wspomina o La Rochefoucauld, siedemnastowiecznym myślicielu, który już wtedy pisał, że "Nic nie jest tak zaraźliwe jak przykład" i że "Są tacy, którzy nigdy nie kochaliby, gdyby nigdy nie słyszeli, jak się o tym mówi".
Stéphane Vinolo uważa Barucha Spinozę i Thomasa Hobbesa za ważnych prekursorów. Hobbes: "jeśli dwaj ludzie pragną tej samej rzeczy, którą nie mogą się obaj cieszyć, stają się wrogami". Spinoza: "Przez sam fakt, że wyobrażamy sobie rzecz, która jest podobna do nas samych, a do której nie żywiliśmy żadnych uczuć, aby była dotknięta jakimkolwiek uczuciem, sami jesteśmy dotknięci podobnym uczuciem". Jeśli wyobrażamy sobie kogoś podobnego do nas samych jako dotkniętego jakimś uczuciem, to wyobrażenie wyrazi modyfikację naszego ciała podobnie do tego uczucia.
Wolfgang Palaver dodaje do tej listy Alexisa de Tocqueville'a. "Dwieście lat po Hobbesie, francuski historyk Alexis de Tocqueville również wspomina o niebezpieczeństwach nadchodzących wraz z równością. Podobnie jak Hobbes, odnosi się on do wzrostu pragnienia mimetycznego, które nadchodzi wraz z równością." Palaver ma na myśli fragmenty takie jak ten, z książki Tocqueville'a O demokracji w Ameryce: "Znieśli przywileje niektórych swoich bliźnich, które stały im na drodze, ale otworzyli drzwi dla powszechnej konkurencji; bariera zmieniła raczej swój kształt niż położenie."
Maurizio Meloni zwraca uwagę na podobieństwa między Girardem, Jacques'em Lacanem i Sigmundem Freudem. Meloni twierdzi, że podobieństwa te wynikają z faktu, że projekty podejmowane przez tych trzech mężczyzn – a mianowicie zrozumienie roli mitologii w strukturyzacji ludzkiej psychiki i kultury – były bardzo podobne. Co więcej, zarówno Girard, jak i Lacan odczytywali te mity przez pryzmat antropologii strukturalnej, więc nie jest zaskakujące, że ich systemy intelektualne tak bardzo są do siebie podobne.
Meloni pisze, że Girard i Lacan byli "poruszeni podobnymi zainteresowaniami, zafascynowani i przyciągani przez ten sam rodzaj zagadnień: konstytutywny charakter innego w strukturze pożądania, rola zazdrości i rywalizacji w konstrukcji więzi społecznej, mnożenie się trójkątów w pozornie podwójnych relacjach, sobowtóry i lustra, imitacja i wyobraźnia, a także kryzys nowoczesnego społeczeństwa, w którym umiejscowiony jest 'rytuał Edypa'."
Czasami Girard przyznaje się do zadłużenia wobec owych prekursorów, w tym Tocqueville'a. Innym razem jednak Girard wysuwa silniejsze roszczenia do oryginalności, jak wtedy, gdy mówi, że rywalizacja mimetyczna "jest odpowiedzialna za częstotliwość i intensywność ludzkich konfliktów, ale dziwnym trafem nikt nigdy o niej nie mówi."

## Tłumaczenia publikacji na język polski
- Prawda powieściowa i kłamstwo romantyczne, przeł. Karolina Kot, Warszawa 2001, Wydawnictwo KR, s. 324, ISBN 83-86989-97-1 (Mensonge romantique et vérité romanesque 1961)
- Sacrum i przemoc, przeł. Maria i Jacek Plecińscy, Poznań 1993 (cz. I), 1994 (cz. II), Wydawnictwo Naukowe Brama, s. 238 i s. 251 ISBN 83-900255-6-6 (Le Violence et le Sacre 1972)
- Rzeczy ukryte od założenia świata, fragment tłum. Mirosława Goszczyńska [w:] Literatura na Świecie 1983, nr 12, s. 74-182, (Des choses cachées depuis la fondation du monde 1978)
- Kozioł ofiarny, przeł. Mirosława Goszczyńska, Łódź 1987, 1991; Wydawnictwo Łódzkie, s. 328, ISBN 83-218-0608-2 (Le Bouc Emissaire 1982)
- Dawna droga, którą kroczyli ludzie niegodziwi, przeł. Mirosława Goszczyńska, Warszawa 1992, Wydawnictwo Spacja, s. 160 (La Route Antique des Hommes Pervers 1985)
- Szekspir: teatr zazdrości, przeł. Barbara Mikołajewska, Warszawa 1996, Wydawnictwo KR, s. 456 ISBN 83-86989-08-4 (Shakespeare, les feux de l'envie 1990)
- Widziałem szatana spadającego z nieba jak błyskawica, przeł. Ewa Burska, Warszawa 2002, Wyd. Pax, s. 212, ISBN 83-211-1643-4 (Je vois satan tomber comme l'éclair 1999)
- Początki kultury, przeł. Michał Romanek, Kraków 2006, s. 276, Społeczny Instytut Wydawniczy „Znak”, ISBN 83-240-0753-9 ISBN 978-83-240-0753-0 (Origines de la culture: entretiens avec Pierpaolo Antonello et João Cezar de Castro Rocha 2004)

## Opracowania
- Jacek Bolewski Mit i prawda kultury: z inspiracji René Girarda, Warszawa 2007, Wyd. Towarzystwo Więź, ISBN 978-83-60356-32-6
- Bogumił Strączek Konwersja w kulturze przemocy. Myśl antropologiczno-etyczna René Girarda, Kraków 2019, Wydawnictwo WAM, ISBN 978-83-7614-454-2
- Maria Korusiewicz, Geometrie kultury według René Girarda, Katowice 2015, Wydawnictwo „Śląsk”, ISBN 978-83-7164-856-4